# Vintersea
Vintersea ist eine US-amerikanische Progressive-Metal-Band aus Portland, Oregon, die 2014 unter dem Namen Asterion gegründet wurde.

## Geschichte
Der Gitarrist Riley Nix und der Schlagzeuger Jeremy Spencer musizierten bereits seit High-School-Tagen gemeinsam. Da sich ihre vorherige Band aufgelöst hatte, stellten sie im Sommer 2014 ein Inserat bei Craigslist ein. Kurz darauf wurde die Sängerin Avienne Low, die gerade aus Malaysia in die USA übergesiedelt war, auf die beiden aufmerksam und schloss sich ihnen an. Als weiteres Mitglied stieß der Gitarrist Jorma Spaziano hinzu, welcher von der Ostküste der Vereinigten Staaten nach Oregon gezogen war. Zusammen erfolgten die ersten Proben sowie die ersten Auftritte unter dem Namen Asterion. Im Oktober 2014 erschien die EP Constellations.
Im Januar 2016 benannte sich die Gruppe in Vintersea um. Im folgenden Jahr wurde das Debütalbum The Gravity of Fall veröffentlicht. Ab 2017 folgten weltweite Auftritte zusammen mit Jinjer, Ne Obliviscaris, Sarah Longfield, The Ocean Collective und Arkona. Ende 2019 unterzeichnete die Gruppe einen Plattenvertrag bei M-Theory Audio, im selben Jahr erschien das Album Illuminated. Das Label war der Band zwei Jahre zuvor durch einen Auftritt in Sacramento, Kalifornien, durch eine Empfehlung der Gruppe Graveshadow, die ebenfalls bei diesem Label unter Vertrag standen, näher gebracht worden. Nach der Albumveröffentlichung folgten Auftritte unter anderem mit The Browning.

## Stil
Laut Mike von thecirclepit.com versucht die Band auf The Gravity of Fall ansprechende Landschaftsbilder in Liedform wiederzugeben, wobei sie Elemente aus Progressive-, Black-, Death- und Post-Metal kombiniere. In den Songs kreiere die Gruppe majestätische und massive Klanglandschaften. Sebastian Schilling vom Rock Hard stellte beim Hören von Illuminated Einflüsse aus dem Post-, Death- und Black-Metal fest. Klang und Anmutung würden die Band im modernen Progressive Metal positionieren. In den Songs kombiniere man „[f]lächige Blast-Passagen“ mit „zerbrechlichen Akustikparts“ und „Ansätze von Devin-Townsend-mäßigem Bombast“. Charakteristisch sei außerdem Lows angenehme Gesangsstimme, wobei sie Growls und Screams beherrsche. Insgesamt sei die Musik für Fans von Ihsahn, Devin Townsend und Periphery geeignet. In der folgenden Ausgabe schrieb Andreas Schiffmann, dass das zweite Album, im Gegensatz zu seinem Vorgänger, nicht mehr alleine von Riley Nix geschrieben wurde. Im Interview mit ihm gab Avienne Low an, dass Illuminated von „eine[r] Gruppe konditionierter Menschen“ handelt, „die abgeschottet leben und glauben, in einem Paradies zu sein, während ihnen Propaganda eintrichtert und ihnen Geborgenheit vorgeheuchelt wird“.

## Diskografie

### Als Asterion
- 2014: Constellations (EP, Eigenveröffentlichung)

### Als Vintersea
- 2017: The Gravity of Fall (Album, Eigenveröffentlichung)
- 2019: Illuminated (Album, M-Theory Audio)
- 2023: Woven Into Ashes (Album, M-Theory Audio)